# Antun Mihalović

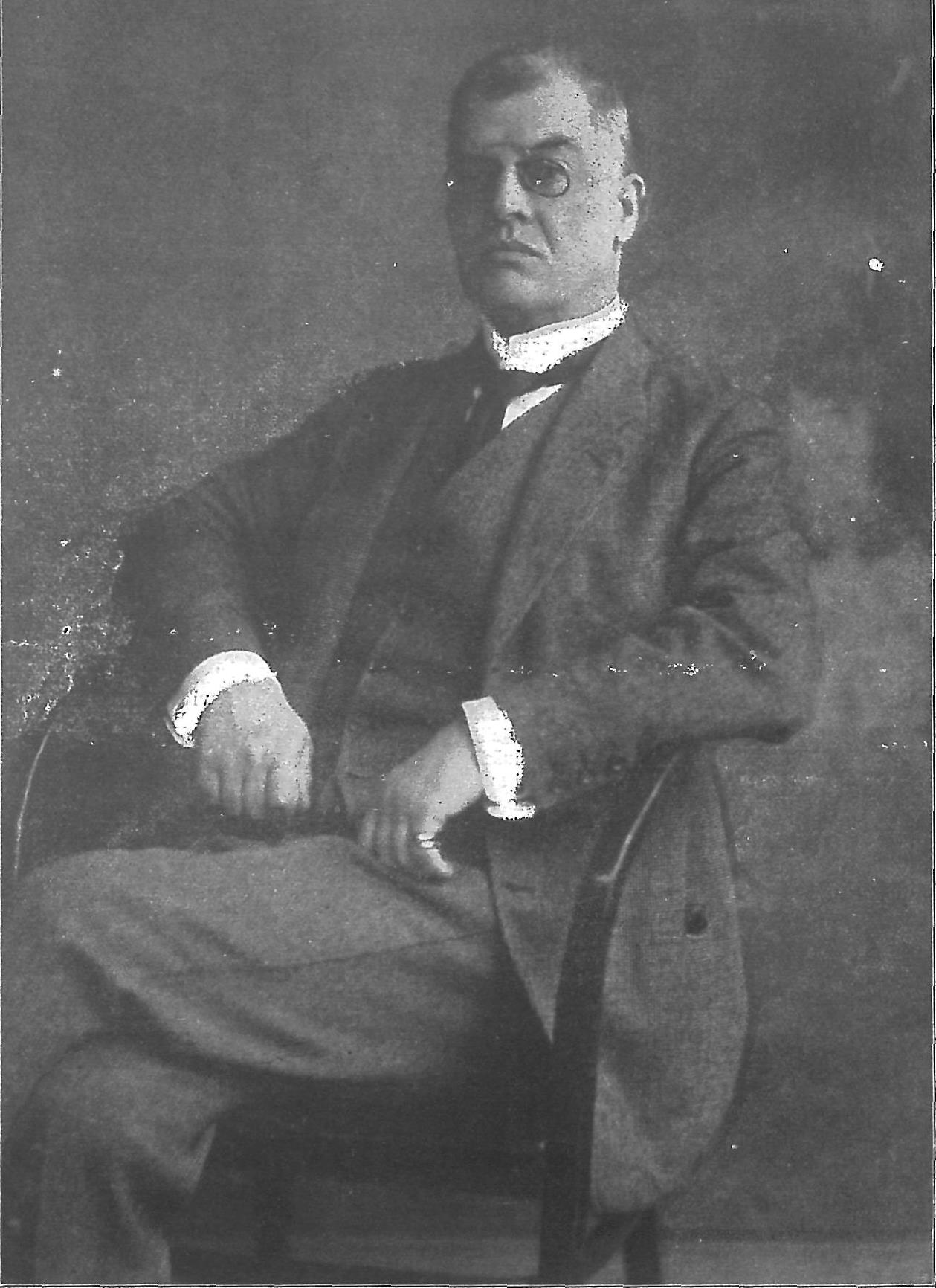
Antun Mihalović

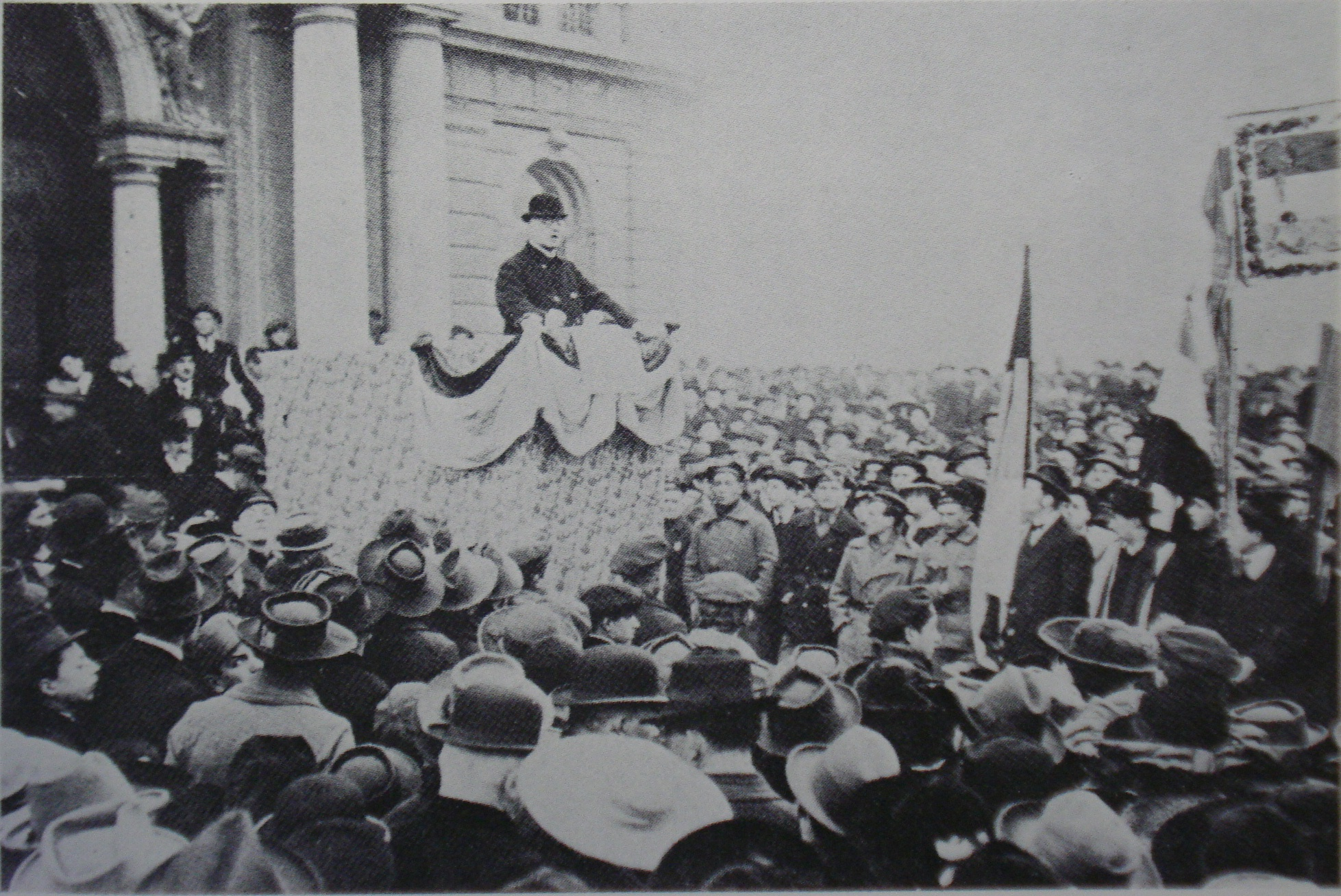
Ban Mihalović vor dem Kroatischen Nationaltheater in Zagreb am 22. Oktober 1918

Antun Mihalović [ˈantun ˈmihɒlovitʃ] (* 17. Juli 1868 in Fericsánci, Kroatien-Slawonien, heute Feričanci, Gespanschaft Osijek-Baranja, Kroatien; † 21. September 1949 in Zagreb) war ein kroatischer Politiker und letzter Ban (Vizekönig) von Kroatien und Slawonien sowie Dalmatien in der Habsburgermonarchie.

## Leben
Antun Mihalović war Sohn einer kroatischen Adelsfamilie mit Besitz in Čepin. Der Sohn von Carl von Mihalovich und Gräfin Franzisca Schaffgotsch und Neffe des Musikers Ödön von Mihalovich studierte nach dem Schulbesuch am Theresianum in Wien an den Universitäten Wien und Graz Rechtswissenschaften. Er trat in den kroatisch-slawonischen Landesdienst, wurde 1894 Bezirksadjunkt in Virovitica und 1898 Bezirksvorsteher in Donji Miholjac. Daneben verwaltete er den ihm gehörenden Teil des Familienbesitzes in Čepin. 1901 wurde er Abgeordneter im Sabor. 1904 bis 1907 war er Obergespan des Komitats Virovitica und der Stadt Osijek. Er war eines der wichtigsten Mitglieder der Kroatisch-serbischen Koalition im Sabor. Am 29. Juni 1917 wurde er zum letzten Ban von Kroatien, Slawonien und Dalmatien (gleichzeitig wirklicher Geheimer Rat) ernannt und auch vom Nationalrat der Slowenen, Kroaten und Serben am 29. Oktober 1918 in dieser Würde bestätigt, nachdem er wenige Tage zuvor in Wien die Frage einer Unabhängigkeitserklärung eruiert hatte. Der Sabor hatte sich am selben Tag aufgelöst und die oberste vollziehende Gewalt auf den Nationalrat übertragen. In der Folge rief der Nationalrat den Staat der Slowenen, Kroaten und Serben aus, zu dem der slowenische Nationalrat den Beitritt Sloweniens am 31. Oktober 1918 beschloss. Mihalović war in der Folge bei den Verhandlungen mit dem Königreich Serbien zur Gründung des SHS-Staates beteiligt. Er wurde am 20. Januar 1919 von Ivan Paleček als Ban abgelöst. Kroatien und Slawonien waren da schon Teil des Königreichs der Serben, Kroaten und Slowenen unter der Karađorđević-Dynastie. In dem später zu Königreich Jugoslawien umbenannten Staat war er von 1936 bis 1941 Mitglied des Senats.